# La Princesse à l'éventail de fer
Pour les articles homonymes, voir Éventail (homonymie).
Pour plus de détails, voir Fiche technique et Distribution.
La Princesse à l'éventail de fer (chinois : 鐵扇公主 ; pinyin : tiěshàn gōngzhǔ) est un long métrage d'animation chinois réalisé par Wan Laiming et Wan Guchan, sorti en 1941. 
Il s'agit d'une adaptation d'un épisode du roman chinois du XVIe siècle, La Pérégrination vers l'Ouest. C'est le premier long métrage d'animation produit en Asie,. 

## Synopsis

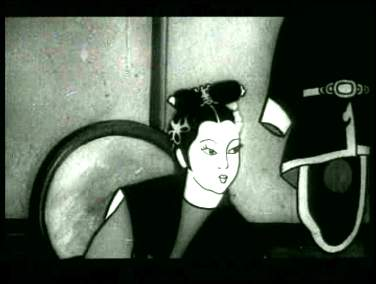
La princesse Lo Cha dans le film.

Le moine Tang Sanzang et ses disciples, Zhu Bajie le cochon et Sha Wujing le bonze, doivent franchir la montagne de feu pour atteindre l'Inde où se trouvent les textes sacrés du bouddhisme qu'ils recherchent. Chemin faisant, ils rencontrent de nombreux monstres. Sun Wukong, le roi des singes qui les accompagne, réussit à s'emparer de l'objet qui permettra d'accomplir l'exploit, l'éventail de fer jalousement gardé par la princesse Lo Cha, la première épouse du Roi-démon taureau.

## Fiche technique
- Titre français : La Princesse à l'éventail de fer
- Titre original : chinois : 鐵扇公主 ; pinyin : tiěshàn gōngzhǔ
- Réalisation : Frères Wan (Laiming et Guchan Wan)
- Production : Studio d'animation de Shanghaï
- Pays d'origine :  République de Chine (sous occupation japonaise)
- Format : Noir et blanc
- Langue : Mandarin
- Durée : 65 minutes
- Date de sortie :
  -  République de Chine : 1er janvier 1941

## Production
La réalisation du film, en pleine Seconde Guerre mondiale, sous la menace constante de l'envahisseur japonais, aurait été menée sans aide technologique ou artistique étrangères, ce qui a rendu la production plus difficile. 

## Analyse
Selon Jay Leyda, l'influence des studios Disney et celle des frères Dave Fleischer et Max Fleischer y est perceptible, mais la tradition nationale est très présente[réf. nécessaire]. Selon Yann Taubin, « le film conserve encore une sorte d'amateurisme enthousiaste qui préserve sa fraîcheur » ce qui distingue le film du Roi des singes, une future production du studio considéré par Yann Taubin comme « plus maîtrisé à tous points de vue ».